# 螺钿漆牡丹唐草文衣箱

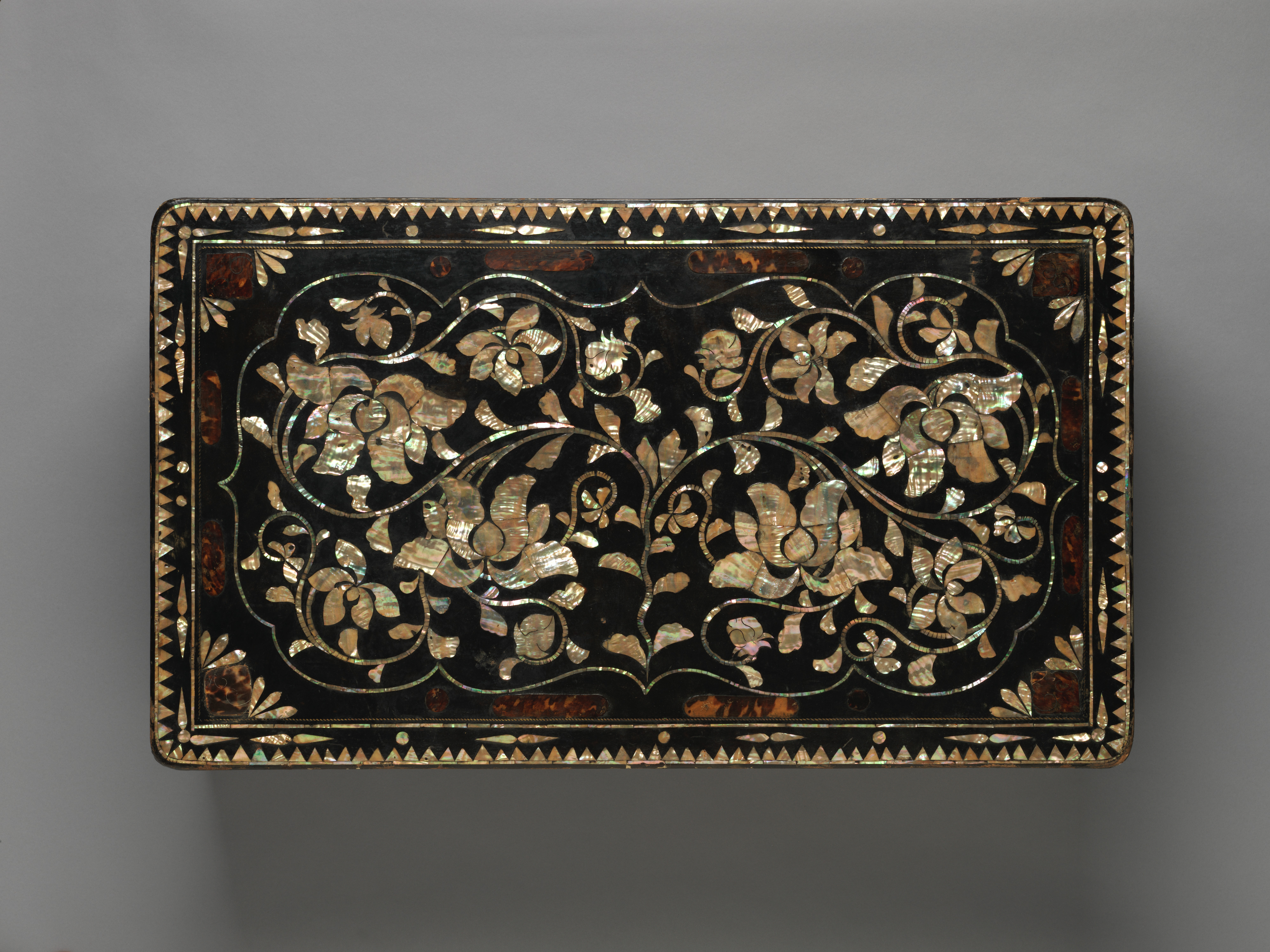
螺钿漆牡丹唐草文衣箱的顶部

螺钿漆牡丹唐草文衣箱是一个制作于17世纪朝鲜王朝的螺钿漆器艺术品。这个盒子刻画了朝鲜半岛漆器作品中最受欢迎的图案之一，即牡丹。除此之外，还点缀以闪闪发光的鲍鱼壳或珍珠母。在尺寸和形式等方面，很多螺钿漆器都与螺钿漆花文函相似。同时期的出自朝鲜半岛的螺钿漆器作品还有螺钿漆花文函等。

## 制作
螺钿，又称螺甸、螺填、钿嵌，是一种在漆器或木器上镶嵌贝壳或螺蛳壳的装饰工艺，也用于金属和其他表面的装饰。在中国，螺钿工艺在周代就已经流传甚广。历经发展，至唐五代时达到很高水平，明清时达到鼎峰。在当朝鲜半岛的统一新罗时代，中国的螺钿工艺就已经传入朝鲜半岛。螺钿漆牡丹唐草文衣箱制作于17世纪李氏朝鲜时期，在尺寸和形式等方面与其他螺钿漆器大都相似，如在漆器外表装饰以简单花卉形式的珍珠母，扭曲的金属线构成了花的茎，几个类似于玳瑁的圆盘形状镶嵌在表面，漆器内部衬有红缎等。螺钿漆牡丹唐草文衣箱刻画了朝鲜半岛漆器作品中最受欢迎的图案之一，即牡丹。除此之外，还点缀以闪闪发光的鲍鱼壳。其规格高21.3厘米，宽46厘米，长79.1厘米。

## 展出
2015年，螺钿漆牡丹唐草文衣箱由佛罗伦萨和赫伯特欧文赠送给美国纽约大都会艺术博物馆。截止2017年11月，它共被对外展出10次。